# Mesembryanthemum viridiflorum
Mesembryanthemum viridiflorum är en isörtsväxtart som beskrevs av Soland. Mesembryanthemum viridiflorum ingår i Isörtssläktet som ingår i familjen isörtsväxter. Inga underarter finns listade i Catalogue of Life.